# Viaducto de Penponds
{{map draw
El viducto de Penponds es un puente ferroviario que forma parte de la Línea Principal de Cornualles. Está situado al oeste de Camborne en Cornualles, Inglaterra, y cruza un pequeño valle que contiene el brazo sur del río Red y una carretera secundaria conocida como Viaduct Lane.

## Historia
El Ferrocarril de Hayle tendió su línea a través del mismo lugar en 1837 para unir Hayle y Redruth. Para salvar un importante desnivel se construyó un plano inclinado al este del viaducto actual. Cuando el Ferrocarril del Oeste de Cornualles se hizo cargo de la ruta, construyó un viaducto de caballetes de madera según el diseño de Isambard Kingdom Brunel como parte de una ruta con pendientes más suaves que permitía evitar el plano inclinado.
El viaducto actual fue construido por el Great Western Railway en 1888 como parte de un programa para reemplazar los viaductos de madera en la línea y preparar la ruta de vía única para vía doble. Está construido con arcos de ladrillo sobre pilares de piedra.